# Maggie Jones (Musikerin)
Maggie Jones (* um 1900 in Texas; † nach 1934) war eine populäre US-amerikanische Blues-Sängerin. Sie war bekannt als „the Texas Nightingale“ (die texanische Nachtigall).

## Leben
Maggie Jones trat 1922 erstmals in New York City auf. 1924 nahm sie zwei Titel (Four Flushing Papa/Jealous Mama Blues) für Columbia Records auf, begleitet von Lemuel Fowler. Sie schloss sich dem T. O. B. A. Circuit an. 1926 war sie mit Clarence Muse zusammen und sang im Chor von Hall Johnson. 1928 tingelte sie mit der Blackbirds Show, wo sie mit Bill Robinson auftrat.
Schließlich kehrte Maggie Jones nach Texas zurück. In Fort Worth hatte sie ihre eigene Revue. 1934 verliert sich ihre Spur.
Von Maggie Jones sind 38 Aufnahmen überliefert. Die erste erschien 1923 auf Black Swan Records, die letzte entstand am 3. Oktober 1926. Die Mehrzahl der Aufnahmen wurde von Columbia veröffentlicht. Dabei wurde sie von so namhaften Kollegen wie Louis Armstrong, Fletcher Henderson, Charlie Green und Elmer Snowden begleitet.